# Im Banne der Ekstase
Im Banne der Ekstase (Originaltitel: Vers l‘extase) ist ein französisches Filmdrama in Schwarzweiß von René Wheeler. Das Drehbuch verfasste Maurice Clavel. Es basiert auf dem Roman „L’etrangère dans les portes“ von Madeleine Alleins. Die Hauptrollen sind mit Pascale Petit und Giani Esposito besetzt. Das Werk erlebte seine Uraufführung am 8. Juli 1960 in Frankreich. In der Bundesrepublik Deutschland kam der Film erstmals am 5. August 1960 in die Kinos. 
Die Außenaufnahmen entstanden in den marokkanischen Städten Casablanca und Rabat.

## Handlung
Nach den glücklich verbrachten Flitterwochen hat der Alltag Catherine und ihren Mann Jérôme wieder eingeholt. Die sensible Catherine hat Mühe, sich darin zurechtzufinden. Ihr Gatte scheint ihr zusehends fremder zu werden, und ihre Schwiegermutter nervt sie mit ihren Ratschlägen. Da entdeckt sie eines Tages einen Muslim, der in den lärmenden Gassen von Casablanca ruhig sein Gebet verrichtet. Catherine kommt es vor, dass dieser Mann ein glücklicher Mensch sein müsse, dem Irdischen abgewandt und im Frieden mit sich selbst lebend. In ihrem seelischen Labyrinth sucht sie nach einem Ausweg, den sie über den Umweg einer Passion des Dienens zu finden glaubt.
In Bab-el-Oued findet Catherine eine Anstellung als Dienstmädchen bei dem Ehepaar Bègue. Jetzt aber beginnt für sie eine Zeit der Demütigungen und Erniedrigungen, die darin gipfelt, dass sie in ein erotisches Abhängigkeitsverhältnis zu ihrem Arbeitgeber verfällt. Mit psychischem Masochismus erduldet sie alle Qualen. Eines Tages hat sie das Verlangen, ihr Tun einem Geistlichen zu beichten. Pater Bruno, der sie im Beichtstuhl anhört, rät ihr, in ein Kloster zu gehen. Davor aber schreckt das Mädchen zurück. Immerhin rafft sie sich nun dazu auf, das Haus der Bègues zu verlassen.
In Jeannette findet Catherine eine „Freundin“, die ebenfalls ihrer Dienstherrschaft entlaufen ist. Jeannette aber nutzt Catherine nur schamlos für ihre eigenen Zwecke aus. Bald kann Jeannette nicht mehr verheimlichen, dass sie schwanger ist. Catherine kümmert sich rührend um ihre Mitbewohnerin. Als sie jedoch am Ende ihrer Kräfte ist, vertraut sie sich erneut Pater Bruno an. Diesmal erzählt sie ihm ihre ganze Geschichte, auch ihre Ehe mit Jérôme. Und diesmal schafft es der Geistliche, dem geschundenen Mädchen den Weg zum inneren Frieden zu zeigen. Reumütig kehrt sie zu ihrem Ehemann zurück.

## Kritik
Das Lexikon des internationalen Films zieht folgendes Fazit: „Ein schwieriger, etwas konstruiert anmutender und nicht ganz überzeugender «Problemfilm».“

## Quelle
- Programm zum Film: Das Neue Film-Programm, erschienen im gleichnamigen Verlag der Firma Heinrich Klemmer, Mannheim, ohne Nummernangabe